# The Weight of Light
The Weight of Light ist ein Jazzalbum von Benoît Delbecq. Die im März 2020 entstandenen Aufnahmen erschienen am 12. Februar 2021 auf Pyroclastic Records.

## Hintergrund
Der Pariser Pianist und Komponist Benoit Delbecq hatte seit mehr als einem Jahrzehnt kein Soloalbum mehr aufgenommen. Er arbeitete in dieser Zeit mit Musikern zusammen wie Tim Berne, Tom Rainey, Lotte Anker, Mark Turner, Steve Argüelles, Gerald Cleaver, Marc Ducret, Gerry Hemingway, Mary Halvorson, Taylor Ho Bynum und Kris Davis. Auf Kris Davis’ Label Pyroclastic Records veröffentlichte Delbecq eine Sammlung von Klavierstücken.
Benoît Delbecqs Faszination für räumliche Realitäten und deren sinnliche Wahrnehmung inspirierte die neun Tracks des Albums, jeder eine Plattform für präpariertes Klavier,schrieb Suzanne Lorge. Um sie aufzunehmen, platzierte Delbecq Objekte aus verschiedenen Materialien (beispielsweise Holz, Radiergummi und dergleichen) in den Saiten des Instruments, um ihren Klang zu verändern. Diese Technik, die zuerst dem Avantgarde-Komponisten John Cage zugeschrieben wurde, sticht in kurzen Etüden wie „Chemin sur le Crest“ und „Au fil de la parole“ hervor.

## Titelliste
- Benoît Delbecq: The Weight of Light (Pyroclastic Records PR 13)[3]

1. The Loop of Chicago View 8:00
2. Dripping Stones View 3:07
3. Family Trees 4:15
4. Chemin sur le Crest 3:21
5. Au fil de la parole 2:25
6. Anamorphoses 7:37
7. Havn en Havre 5:30
8. Pair et impair 9:47
9. Broken World 4:51

Die Kompositionen stammen von Benoît Delbecq.

## Rezeption
Nach Ansicht von Jerome Wilson, der das Album in All About Jazz rezensierte, mische Delbecqs Spiel federleichte Improvisationen mit klirrenden Rhythmen, die seiner Arbeit ein Gefühl von Masse und Dichte verleihen würden. Delbecq verwende eine Reihe von Techniken des präparierten Klaviers und beherrsche sie so weit, dass er Cluster gedämpfter, dumpfer Töne zu einer Rhythmusspur formen kann, die sein Spiel auf dem eigentlichen Tastatur unterstütze. Auf „The Loop of Chicago“ verleihen die gedämpften Klänge seinen wandernden Klavierlinien Gewicht und die beiden Elemente verbinden sich zu einem effektiven Duett, so der Autor. Durchdringendes Klopfen sei tatsächlich der dominierende Klang auf „Chemin sur le Crest“, mit vorsichtigen, nachhallenden Klaviertönen, die durch und über die holprige Oberfläche des Rhythmus laufen. Benoît Delbecq sei ein bemerkenswerter Pianist, der seine Spieltechnik zu einem einzigartigen Stil verfeinert habe, der aus aufeinanderprallenden Klangelementen einzigartige Schönheit webe. Seine Musik sei eindringlich und fesselnd.
Der Autor Dan McClenaghan meinte in All About Jazz, die Klangerfahrung kann zum Nachdenken über die Gesetze der Physik, über Geometrie, Zeit, Raum und Spiritualität anregen. Die Musik von The Weight of Light tue genau das. Es beschwört auch Bilder der Form des afrikanischen Kontinents herauf, die ein Durcheinander rhythmischer Figuren hervorgebracht hat. Und wenn diese Hintergründe intellektuell klingen würden, die Musik selbst sei dies nicht; sie habe tatsächlich eine einfache, fast kindliche Anmutung, folkloristisch und spontan, schattig und kantig, ursprünglich.

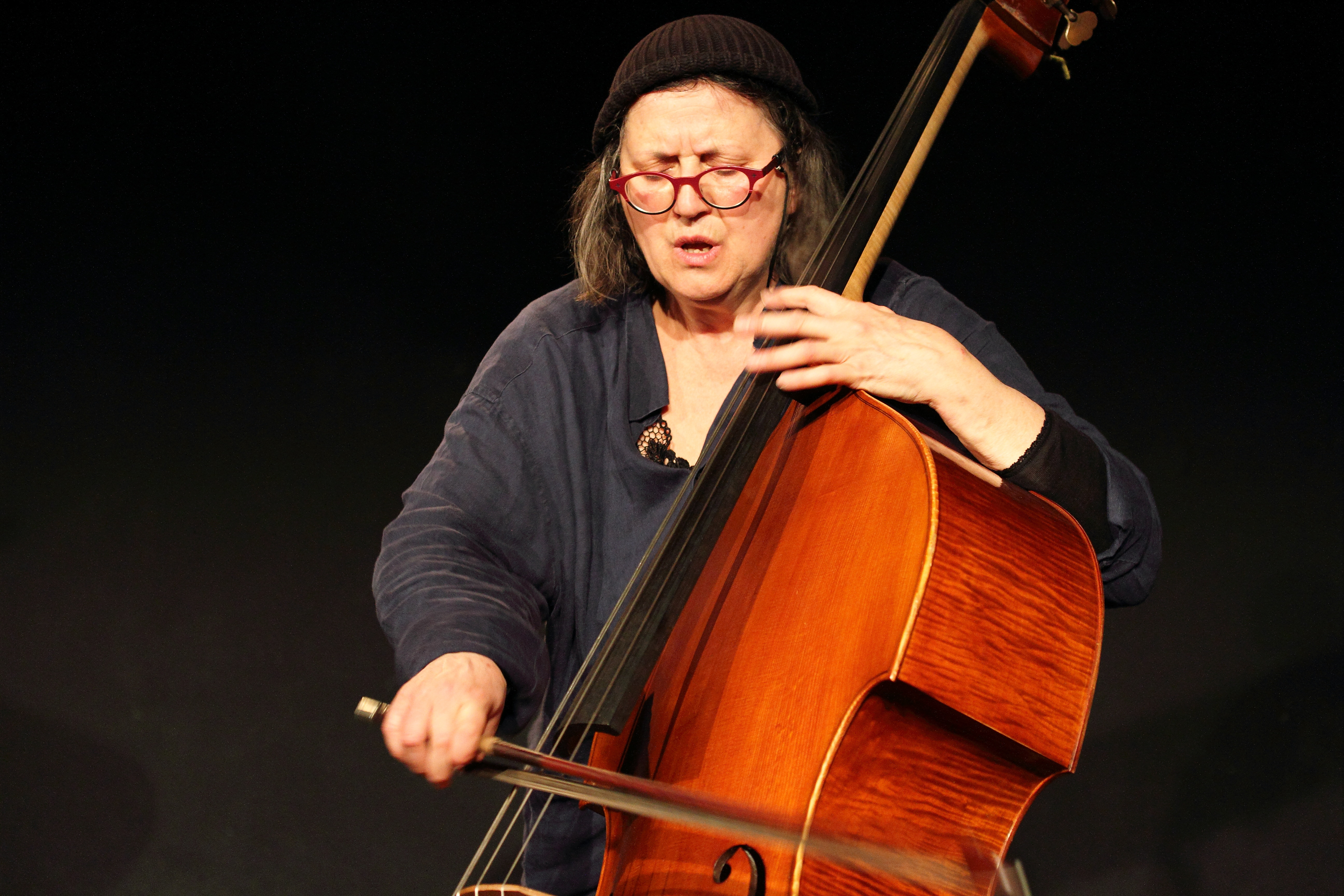
Joëlle Léandre, 2016

Ebenfalls in All About Jazz erwähnt Karl Ackermann, dass Delbecq Tontechnik und Akustik studiert und eine langjährige Affinität zur Visualisierung von Klang habe. Er wurde zu Beginn seiner Karriere von Mal Waldron musikalisch betreut, als er mit einem französischen Jazzorchester spielte. Später wurde er von Dave Holland und Muhal Richard Abrams unterrichtet. In seinen verschiedenen Gruppen und Kollaborationen habe Delbecq eine Offenheit für unkonventionelle Klänge etabliert. Das Album Tout va monter (Nato, 2015), seine Verbindung mit der Bassistin Joëlle Léandre, ist charakteristisch für Delbecqs ungewöhnlichen Umgang mit Klang.
Beim Hören von The Weight of Light seien all diese Einflüsse zu hören, so Ackermann, wenn man die vielen dichten Schichten des Künstlers seziert. Das Album sei eine anregende und außergewöhnliche Sammlung seiner Kompositionen.
Suzanne Lorge schrieb im Down Beat, Delbecqs längere spontane Kompositionen entfalten sich zu detaillierteren polymetrischen Grübeleien. Die gleichen intermittierenden Beats werden fast 10 Minuten lang unter einer nervösen Sololinie auf „Pair et impair“ fortgesetzt und vermitteln ein willkommenes Gefühl der Einheit. Eine wiederholte perkussive Phrase auf „The Loop of Chicago“ ermöglicht ein weiträumigeres Solospiel in Delbecqs rechter Hand. Und die gelegentlichen paukenartigen Akzente auf „Anamorphoses“ lenken die Aufmerksamkeit auf die ruhige rhythmische Untermauerung der angedeuteten Harmonien der Komposition.

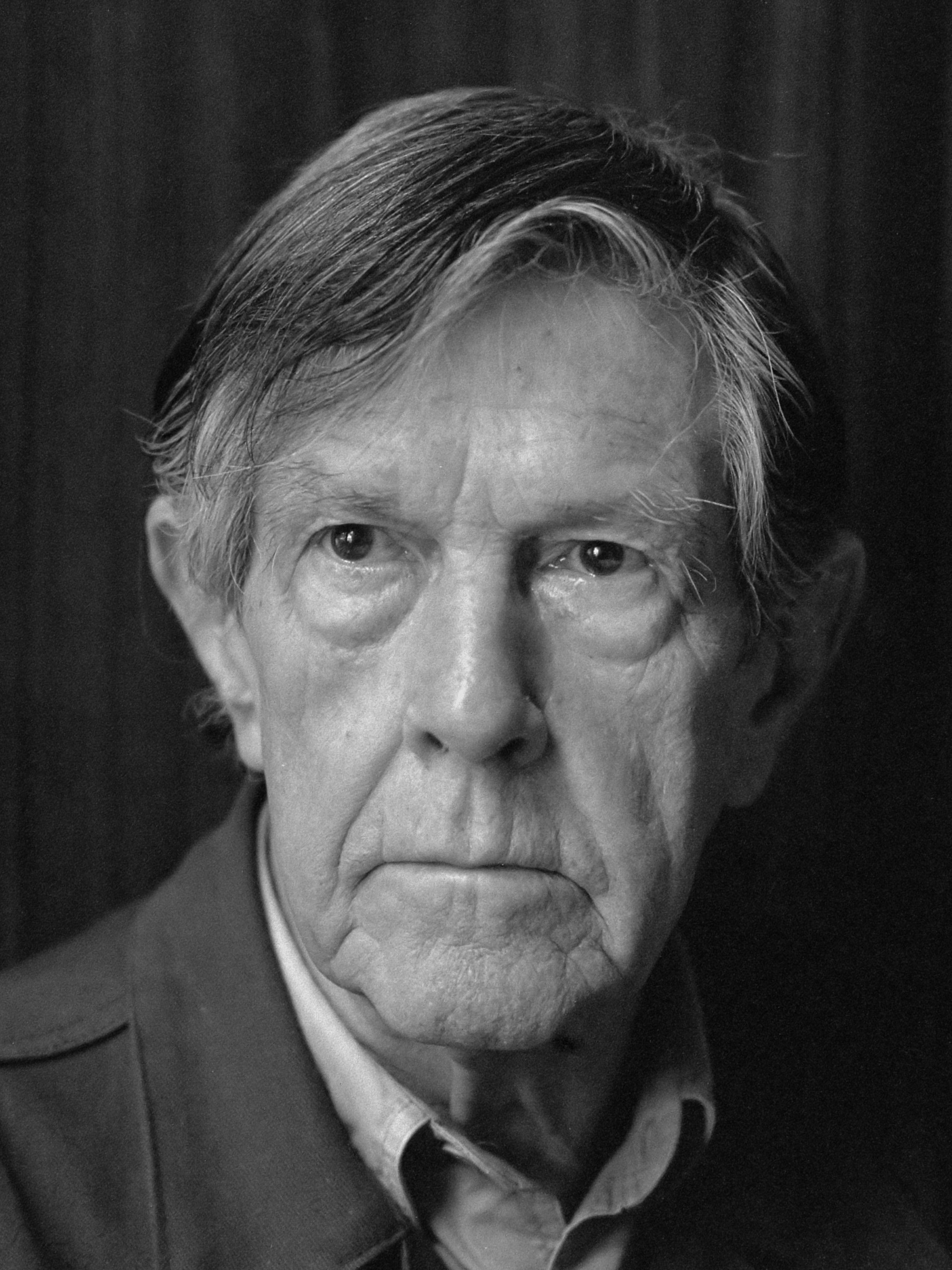
John Cage (1988)

Der Pianist Sam Leak schrieb in London Jazz News, die Präparierung des Klaviers habe es Delbecq ermöglicht, eine ganze Reihe von perkussiven Klängen zu erzeugen, um mit seinem einzigartigen harmonischen und melodischen Vokabular zu interagieren und es zu unterstützen. Klanglich und rhythmisch kann man Echos von Mbira-Musik der Shona aus Simbabwe und Batá-Trommeln aus dem Yoruba-Gebiet hören. Man denke auch an John Cages „Sonatas and Interludes for Prepared Piano“ sowie manchmal an das Wassertrommeln der Aka-Pygmäen (ein bemerkenswerter Einfluss auf die Gruppe „Aka Moon“ seines Quartett-Mitarbeiters Stéphane Galland). Während dieses ersten Tracks werden seine melodischen Aussagen mit perkussiven Reaktionen beantwortet. Die lockere Tonalität werde mit immer wieder überraschenden melodischen Erkundungen entwickelt – seltsame Cluster scheinen einen in eine Richtung zu führen, lösen sich aber unweigerlich an unerwarteten Stellen auf. In diesem Track und während des gesamten Albums umrahmt Delbecq die Pedalnoten oft mit einer Paul-Bley-artigen verdrehten Diatonik.
Vorbehalte gegenüber dem musikalischen Konzept Delbecqs äußerte Thomas Conrad in JazzTimes; seiner Ansicht nach habe es in der langen Geschichte des Jazzpianos nur sehr wenige Pianisten gegeben, die wie kein anderer klingen. Einer davon sei Benoît Delbecq. Für manche werde er faszinierende neue Reize bieten; für andere werde seine Musik unüberwindbare Eintrittsbarrieren aufweisen. Eine dritte Kategorie von Zuhörern, zu der auch der Rezensent gehöre, wird beide Reaktionen erleben, die zwischen Neugier und Entfremdung schwanken. Delbecq sei ein Suchender, dessen Beschäftigungen intellektuell, streng und geheimnisvoll sind, so Conrad. Es klinge wie Konstellationen von Hörbildern, stichprobenartig ausgewählt, ohne die verbindlichen Prinzipien von harmonischem Kontext, melodischer Logik und zeitlicher Bewegung. Nach Ansicht von Conrad sei der einzig wirklich gelungene Track der letzte, „Broken World“; darin verlasse Delbecq die subjektive Abstraktion und binde seine Musik an äußere Ereignisse, in dunklen Teilakkorden und fragmentierten Melodien, die durch Stille getrennt sind. Vielleicht sind nur unabhängige Künstler wie Delbecq in der Lage, die Fremdartigkeien und Verwüstungen durch die COVID-19-Pandemie wiederzugeben, resümierte Conrad.